# Geophilus rhodopensis
Geophilus rhodopensis är en mångfotingart som beskrevs av Łukasz Kaczmarek 1970. Geophilus rhodopensis ingår i släktet Geophilus och familjen storjordkrypare.
Artens utbredningsområde är Bulgarien. Inga underarter finns listade i Catalogue of Life.